# Linda Lee
Linda Lee, pseudonimo di Rossana Marialinda Barbieri (Vignola, 8 aprile 1953), è una cantante ed ex modella italiana.

## Biografia
Rossana Barbieri nasce a Vignola, in provincia di Modena, ma risiede a Suzzara, in provincia di Mantova. Sorella dello scrittore e viaggiatore Giò Barbieri, inizia a sedici anni lavorando come indossatrice per la Maison Nelly di Modena e, nell'agosto del 1969, viene eletta Miss Modena al Poker Danze di Sassuolo. Nel 1970 partecipa al concorso di Miss Italia, a Salsomaggiore Terme, e viene eletta Miss Gambissima Italia In seguito interpreta una pubblicità per la Lancia con lo slogan "Miss Gamba Italia lancia la Lancia"..
La sua carriera di cantante prende il via nel 1974, a poco più di vent'anni, entrando a far parte del gruppo Daniel Sentacruz Ensemble. In quell'anno il gruppo pubblica il singolo Soleado, che riscuote un buon successo portando la formazione alla notorietà non solo nazionale, seguito nello stesso anno dal singolo Un sospero e l'album Soleado.
Nel 1975, parallelamente alla sua attività nel gruppo, esordisce come cantante solista con il brano Mosaico femminile, inserito nell'album collettivo pubblicato dalla EMI Italiana, Grande Italia, nato da un'idea di Dodo Veroli, produttore dei Nomadi, per coinvolgere diversi artisti modenesi frequentatore del locale omonimo. Sempre nel '75 incide anche il brano Annie Belle, parte della colonna sonora del film erotico, diretto da Massimo Dallamano e interpretato da Annie Belle, La fine dell'innocenza, riscuotendo un buon successo. Il disco viene pubblicato anche in Giappone con il titolo  愛の妖精 アニー・ベル End Of Innocence in due versioni cantate l'una in francese, l'altra in giapponese.
Nel 1976 con i Daniel Sentacruz Ensemble partecipa al Festival di Sanremo con il brano Linda bella Linda, il cui titolo è ispirato al suo secondo nome Marialinda. Il disco rappresenta il maggior successo discografico del Festival: in Italia il singolo raggiunge il secondo posto delle classifiche risultando in assoluto il 12º singolo più venduto del 1976.
Nel 1977 è nuovamente al Festival di Sanremo con i Daniel Sentacruz Ensemble, cantando il brano الله الله (Allah, Allah), titolo che prenderà anche l'album seguente del gruppo. Lo stesso anno è interprete della canzone With You di Vince Tempera, colonna sonora iniziale di Sette note in nero di Lucio Fulci. Sempre nel '77 ritenta il colpo con Love Was the Magic, un brano che in fondo si riallaccia velatamente agli stessi temi di Annie Belle, ma che ottiene un minore riscontro commerciale. Con il brano è finalista nella manifestazione musicale Discomare, di cui è anche presentatrice. Il lato B, There's no matter, viene usato come colonna sonora in due film, Ecco noi per esempio e Vieni avanti cretino.
Nel 1978 i Daniel Sentacruz Ensemble tornano ancora al Festival di Sanremo con il brano 1/2 notte, che staziona in classifica per diverse settimane. Lo stesso anno debutta come cantautrice, collaborando alla scrittura dei due brani Ancora un po' e Go Away.
Nel 1980 partecipa al Festival di Sanremo come solista, con la canzone Va' pensiero, scritta da Pippo Caruso, che esegue per prima nella serata finale, classificandosi infine al 15º posto. Nello stesso anno duetta con Keith Emerson nel brano Mater Tenebrarum, parte della colonna sonora del film Inferno di Dario Argento. Nello stesso periodo è membro del gruppo I ragazzi dai capelli rossi, che canta Anna dai capelli rossi, scritta da Luigi Albertelli e Vince Tempera e sigla dell'anime omonimo. È inoltre autrice di alcune altre sigle di cartoni animati, quali Teppei e Muteking.
Tra il 1982 e il 1984 intraprende alcune tournée che la portano a cantare sulle navi da crociera della Costa e apparendo in diverse trasmissioni televisive. Nel 1983 incide la canzone Buonanotte Modena, dedicata alla sua città, di cui è autrice del testo. Nonostante lo svilupparsi positivamente della carriera, nel 1984 decide di ritirarsi per dedicarsi alla famiglia, ritornando alla carriera musicale solo negli anni duemila.
Nel 2006 interpreta la canzone Unchained melody, dalla colonna sonora del film Ghost - Fantasma (Ghost), che viene pubblicata nell'album collettivo La voce della solidarietà. Il disco viene prodotto in collaborazione con il portale lavocedelledonne.it, con lo scopo di devolvere il ricavato in beneficenza all'associazione Azione Musica, per la costruzione di una scuola marterna nella diocesi di Matadi, nel Congo, e per la realizzazione di un programma di assistenza sanitaria volto alla prevenzione dell'AIDS.
Nel 2010 Rossana Barbieri, Gianni Minuti e Gianni Calabria, riportano in vita i Daniel Sentacruz Ensemble, esibendosi in alcune serate dal vivo. Nel 2012 la troviamo anche nel gruppo Gli Alchimia, e dal 2013 collabora anche con il complesso mantovano No Tracks. Al contempo gestisce una trattoria, La Piola, a Modena.

## Vita privata
Sposata, negli anni ottanta ha avuto due gemelli, Giacomo e Gabriele.

## Discografia

### Discografia solista
Singoli
- 1976 – Annie Belle
- 1977 – With you
- 1977 – Love Was the Magic
- 1977 – Toi e moi (con Gianni Minuti, come Rossana dei Sentacruz)
- 1978 – Ancora un po'
- 1979 – Ma...Io vi amo!
- 1980 – Va' pensiero
- 1981 – È colpa della musica
- 1983 – Mamma Mia!

Partecipazioni
- 1975 – AA.VV. Grande Italia con il brano Mosaico femminile (come Rosanna Barbieri)
- 2006 – AA.VV. La voce della solidarietà, con il brano Unchained melody

### Discografia con i Daniel Sentacruz Ensemble
Album in studio
- 1974 – Soleado
- 1975 – Dos
- 1977 – Daniel Sentacruz Ensemble
- 1978 – Barabam
- 1979 – Diventiamo più amici

### Discografia con I Ragazzi dai Capelli Rossi
Singoli
- 1980 – Anna dai capelli rossi

### Discografia con Le 4 Carbonare
Collaborazioni
- 1980 – Roberto Ferri Italian Brothers Reggae